# Ритуал (роман, 1996)
«Ритуал» (оригінальна назва — рос. Ритуал) — роман написаний українським письменницьким дуетом Марини та Сергія Дяченків вперше опублікуваний у московському видавництві «КРАНГ» у 1996 році. Книга розповідає про викрадення драконом-перевертнем принцеси та про зародження між ними кохання.

## Сюжет
Арман — 201 нащадок давнього драконячого роду. Згідно з традицією своїх предків, він має здійснити ритуал поїдання принцеси, але сама думка про це викликає в нього огиду. Одного дня, він все-таки наважується викрасти принцесу, проте людська сутність дракона-перевертня не дозволяє йому здійснити задуманий ритуал. Навпаки, поступово між ними зароджується кохання. Не вірячи в можливість такого союзу, Арман влаштовує підставний поєдинок з принцом Остіном та відпускає принцесу. Здійснивши подвиг, принц стає королем, а принцеса — королевою. Їхнє життя перетворюється на суцільну нудну придворну рутину. Наприкінці історії, король Остін жертвує свою дружину морському чудовиську, нащадку Юкки, а Арман прилітає на порятунок коханої, незважаючи на пророцтво, яке прорікає йому загибель у тому випадку, якщо він стане поперек шляху морській почварі.

## Герої книги
- Арм-Анн, Арман — людина-дракон, поет. Надзвичайно страждає через свою нездатність убити розумну істоту, що вважає своїм недоліком.
- Юта — принцеса Верхньої Конти, найстарша із трьох сестер.
- Остін — принц-спадкоємець Контестарії.
- Вертрана — принцеса Верхньої Конти, середуща із трьох сестер.
- Май — принцеса Верхньої Конти, наймолодша із трьох сестер.
- Олівія — принцеса Акмалії.
- Контестар XXXIX — король Контестарії, батько Остіна.
- Юкка — морське чудовисько, одвічний ворог драконів.
- Той, Хто Дивився зі Скелі — древня, мудра і могутня істота.

## Екранізація
2015 року за мотивами роману знятий  російський фентезійний мелодраматичний фільм — «Він — дракон».

## Нагороди
- 2-га премія Національного конкурсу «Книга року-2006»
- Диплом за найкраще видання Львівського Форуму видавців-2006[1]

## Видання
- 1996 рік — видавництво «КРАНГ».
- 2000 рік — видавництво «АСТ».
- 2002 рік — видавництво «Эксмо».
- 2003 рік — видавництво «Эксмо».
- 2004 рік — видавництво «Эксмо-Пресс».
- 2006 рік — видавництво «А-ба-ба-га-ла-ма-га».
- 2007 рік — видавництво «Эксмо».
- 2009 рік — видавництво «Эксмо».
- 2010 рік — видавництво «А-ба-ба-га-ла-ма-га».
- 2010 рік — видавництво «Эксмо».[5]

## Цікаві факти
Книга українською мовою — на відміну від російськомовного варіанту, що не отримав жодного призу — через місяць після виходу отримала спеціальну нагороду дитячого журі на "Книжковому форумі" у Львові

## Український переклад
Українською мовою книга вперше вийшла 2006 року у видавництві А-ба-ба-га-ла-ма-га у перекладі Любомира Люлика. Пізніше, у 2010 вийшов новий переклад книги у тому ж видавництві у перекладі Олекси Негребецького.
Переклад Любомира Люлика
- Сергій та Марина Дяченки. Ритуал. Переклад з російської: Любомир Люлик; художник: Владислав Єрко. Київ: А-БА-БА-ГА-ЛА-МА-ГА, 2006. - 279 с. ISBN 966-7047-61-Х (Серія "Фентезі")

Переклад Олекси Негребецького
- Сергій та Марина Дяченки. Ритуал. Переклад з російської: Олекса Негребецький; художник: Владислав Єрко. Київ: А-БА-БА-ГА-ЛА-МА-ГА, 2010. - 304 с. ISBN 9786175850138 (Серія "Фентезі") (перевидання 2015)